# 乌什河畔圣玛丽
乌什河畔圣玛丽（法語：Sainte-Marie-sur-Ouche，法語發音：[sɛ̃t maʁi syʁ uʃ]）是法国科多尔省的一个市镇，位于该省中部偏西南，乌什河畔，属于第戎区，同时也是乌什河与山岳市镇公共社区的行政中心。

## 地理
乌什河畔圣玛丽（47°17'13"N, 4°47'50"E）面积8.25 平方千米，位于法国勃艮第-弗朗什-孔泰大區科多尔省，该省份为法国中东部省份，北起奥布省，西接涅夫勒省和约讷省，南至索恩-卢瓦尔省，东南接汝拉省，东临上索恩省，东北部与上马恩省接壤。
与乌什河畔圣玛丽接壤的市镇（或旧市镇、城区）包括：马兰、乌什河畔日塞、阿热、阿尔塞、乌什河畔弗勒雷、普拉隆。

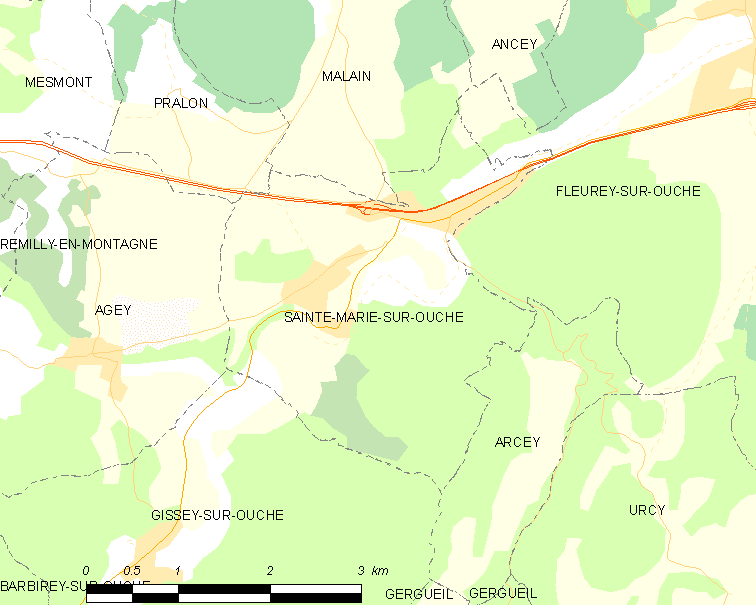
乌什河畔圣玛丽的OSM定位图

乌什河畔圣玛丽的时区为UTC+01:00、UTC+02:00（夏令时）。

## 行政
乌什河畔圣玛丽的邮政编码为21410，INSEE市镇编码为21559。

## 政治
乌什河畔圣玛丽所属的省级选区为塔朗县。

## 人口

1962-2008年间乌什河畔圣玛丽人口变化图示

乌什河畔圣玛丽于2022年1月1日时的人口数量为701人。